# Cal Miquel (Avià)
Cal Miquel és una masia del municipi d'Avià inclosa en l'Inventari del Patrimoni Arquitectònic de Catalunya.

## Descripció
Masia orientada a migjorn de tres crugies feta de maó, parcialment arrebossat i pintat, i grans carreus de pedra per a les cantonades. La coberta és a dues aigües amb embigat de fusta i teula àrab. Està estructurada en planta baixa i dos pisos superiors i les obertures són força senzilles, rectangulars, de petites dimensions, amb els muntants de maó i algunes d'elles, amb llinda de fusta. Aquesta masia té una peculiaritat amb relació a l'accés, ja que no es fa per una entrada a la planta baixa sinó que el té al primer pis. A la porta hi arriba una escala d'obra vista; aquesta té dues ales i l'altra va a parar al cobert annex a la zona esquerra. El sota d'escala s'aprofita com a lloc per al bestiar.

## Història
Les zones fetes amb maó i sense arrebossar són fruit d'una ampliació. En determinat moment es decideix eixamplar l'edificació que abans tan sols comptava amb sis metres d'amplada. L'obra, però, es feu de forma molt maldestre. A la façana s'hi obria un assecador que en l'actualitat també ha estat tapiat.